# ヤン・エヴァンゲリスタ・プルキンエ
ヤン・エヴァンゲリスタ・プルキンエ（チェコ語：Jan Evangelista Purkyně [ˈjan ˈɛvaŋɡɛlɪsta ˈpurkɪɲɛ] ( 音声ファイル)、ドイツ語：Johannes Evangelista Purkinje、1787年12月17日 - 1869年7月28日）はボヘミア（チェコ）の解剖学者、生理学者。数々の業績を残し、彼の名前は多くの専門用語に残っている。プルキニエ、プルキニェとも書かれる。

## 略歴
ウースチー州リボホヴィツェに生まれた。初め神学を、次いでプラハ大学で医学を学び、1819年卒業した。1823年にはブレスラウ大学の生理学教授に任命された。
生理学では感覚の研究で知られる。暗い所で赤よりも青に対する色覚が強くなるプルキンエ現象を発見したのが特に有名である。これは1825年に著書『Beobachtungen und Versuche zur Physiologie der Sinne』（感覚生理学に関する観察と実験）において発表された。
1823年には触覚に関する論文の中で初めて指紋の分類を行っている。これらの研究は生理学のみならず実験心理学の発展にも影響を与えた。ブレスラウ大学では生理学科・生理学研究室をいずれも初めて設けた。
解剖学では1831年以降、顕微鏡を用いて細胞レベルの研究を進めた。細胞説が出されたのがちょうどこの時代であり、プルキンエも細胞の発見者の一人である。組織の顕微鏡観察のために初めてミクロトームを用いた。彼は鶏卵で核を発見し、また動物の上皮組織と植物の柔組織の類似性に注目して、細胞説に近い考えに至ったが、細胞膜の厚さの差（細胞壁のこと）などを重視して、それらを同一のものと見なすには至らなかった。なお、彼の活躍は同時代の多くの学者に顕微鏡の重要性を認識させるのに大いに役立ったとも言われる。
1833年には汗腺を発見した。1837年には小脳に大型ニューロンであるプルキンエ細胞を発見した。また1839年には心臓の房室結節から心室に活動電位を伝える線維状組織であるプルキンエ繊維を発見した。
そのほか、角膜など眼球の構造による反射像であるプルキンエ像にも名を残している。またplasma（血漿）、protoplasma（原形質）などの用語の考案者でもある。
1849年プラハ大学に戻って晩年まで研究を続けた。当時最も有名な科学者の一人であった。
愛国者でもあり、1848年革命ではチェコ独立運動にも関わった。後半生の論文はほとんどをチェコ語で書いている。
1869年にプラハで亡くなった。息子のエマニュエル・プルキニェ(Emanuel Purkyně、1831-1882）は博物学者として知られ、もう一人の息子カレル・プルキニェ（1834-1868）は画家になった。

## 記念名称
専門用語のほか、彼を記念した次のような名称がある。
ブルノにあるマサリク大学は、1960年から1990年までプルキンエ大学と称した。またウースチー・ナド・ラベムにはヤン・エヴァンゲリスタ・プルキンエ大学がある。
月のクレーターには彼の名をつけたものがある。小惑星にもプルキンエ（3701 Purkyně）がある。